# Nudes
Nudes (nus) és una sèrie de televisió catalana de drama juvenil estrenada el 30 de maig de 2024 a la plataforma 3Cat. Formada per nou episodis, és una producció de 3Cat en col·laboració amb Vértigo Films i ESCAC Studio. Està basada en la sèrie homònima noruega estrenada el 2009 al canal NRK P3.

## Sinopsi
La sèrie aborda les conseqüències personals i legals de compartir un nu per Internet i que alerta sobre les diferents formes de violència digital que afecten especialment els joves. Amb un tractament cru i realista d'una problemàtica malauradament molt actual, la sèrie narra les històries de tres menors que hauran d'aprendre a recuperar el control de les seves vides després de veure's implicats en la filtració d'imatges de persones despullades.

## Repartiment
- Marc Soler: Àlex[4]
- Clara Doyen: Sofia
- Lola Navarro: Ada